# Otakar Bílek
Otakar Bílek (29. června 1932, Kaplice – 12. srpna 2016, České Budějovice) byl český rozhlasový režisér a pedagog.

## Život
Otakar Bílek se narodil 29. června 1932 v jihočeské Kaplici, kde měl jeho otec malý kadeřnický a holičský závod, jako první ze tří dětí (sestry Eva a Libuše). Po německém záboru českého pohraničí v roce 1938 musela rodina Bílkova utéct do vnitrozemské Soběslavi, kde Otakar Bílek absolvoval základní školu; na gymnáziu v Táboře maturoval v roce 1951. Tenkrát při soběslavském spolku divadelních ochotníků „Chvalovský“ vznikl i kroužek mladých, kde mladý Ota mohl uplatnit svůj herecký talent. Na gymnáziu zorganizoval herecký soubor, na jehož činnosti se podílel herecky, organizačně a režijně.  V roce 1951 se pokusil o přijetí na AMU, vzhledem k původu nebyl přijat.
Na podzim roku 1951 nastoupil do českobudějovického studia Československého rozhlasu jako asistent režiséra Miroslava Kalného. Ten ho postupně zasvěcoval do rozhlasové praxe a stal se jeho učitelem i vzorem. V roce 1953 natočil svoji první činohru pro pražskou Redakci dětí a mládeže (Modrý křižník).  V Bílkově režii bylo v období let 1956 až 1970 natočeno přes 100 činoher, dále literární pořady, četby na pokračování aj. 
V průběhu ruské srpnové okupace se Bílkovi s malou reportážní skupinou dlouho dařilo neustále vysílat pravdivé aktuální zprávy o tehdejší politické situaci. Důsledkem tohoto Bílkova reportážního vysílání bylo na začátku roku 1970 jeho okamžité propuštění z Československého rozhlasu a také zákaz jeho zaměstnání v Českých Budějovicích. Našel možnost uplatnění v Alšově jihočeské galerii na Hluboké jako odborný pracovník pro mimo výstavní činnost. Na Hluboké zajistil působení souboru českobudějovického Malého divadla, kterému v roce 1971 v prostředí gotických sbírek galerie umožnil nastudování nejstarší české divadelní hry ze 14. století – veršovanou satirickou frašku Mastičkář, která se dočkala 70 repríz(režie Josef Krofta). Vznikly i další formy pořadů jako byly Rozhovory s mistry (1971), Návštěvy z galerie a následně Večery v galerii (1972, 1973), Návštěvy v ateliéru, Dostaveníčka v galerii a od roku 1971 i každoroční Mezinárodní hudební léto Hluboká. Tyto zkušenosti Otakar Bílek zformoval do Černých hodinek, na které zval tehdejší umělce mající blízký vztah k malířství a umění obecně. 
Na konci roku 1989 se Bílek vrátil na své původní místo režiséra, kde ještě stihl natočit (kromě jiných pořadů) i devět činoher. S Josefem Henkem a dalšími stál u zrodu uměleckého občanského sdružení Svaz rozhlasových tvůrců, v jehož výboru aktivně působil několik let. V roce 1994 odešel do důchodu, avšak tento rok neznamenal konec jeho působení v rozhlase. Vedle pedagogické činnosti na českobudějovické konzervatoři (kde vyučoval hereckou výchovu a rétoriku)pracoval na dalších režijních a redakčních projektech. Samostatnou kapitolu, ve které naplno zúročil svou znalost dřívějších rozhlasových tvůrců, interpretů i jednotlivých slovesných realizací, byl program postupné digitalizace rozsáhlého rozhlasového analogového zvukového archivu českobudějovického rozhlasového studia. Jeho poslední rozhlasová režie pochází z roku 2011 – pořad Hany Soukupové: Fonoarchiv – zvuková paměť jižních Čech, ve kterém Otakar Bílek i hovořil. V té době už byl nemocný Alzheimerovou chorobou. Zemřel dne 12. srpna 2016.

## Režisérské dílo (výběr)

### Rozhlasové hry a dramatizované četby
- 1953 – Henri Barbusse: Parní válec civilizace.
- 1956 – Gustav Pfleger Moravský: Telegram (veselohra); Alfred de Musset: Se srdcem divno hrát.
- 1957 – Václav Kliment Klicpera: Zlý jelen (veselohra); Johann Wolfgang Goethe: Utrpení mladého Werthera.
- 1959 – Richard Brinsley Sheridan: Soupeři (veselohra).
- 1960 – Václav Kliment Klicpera: Ptáčník (veselohra); György Sós: Tři přání; Boris Polevoj: Příběh opravdového člověka.
- 1961 – Karel Nešvera: První kroky (na motivy próz Hanse Christiana Brannera); Karel Klostermann: Vypovězen (dramatizovaná četba románu na pokračování).
- 1962 – Zofia Posmysz: Pasažérka z kabiny 45 (rozhlasová hra); Lev Ovalov:  Měděný knoflík (ěpionážní rozhlasová hra); O. Henry: Nápoj lásky.
- 1963 – Jaroslav Pour: Šotek (rozhlasová komedie).
- 1964 – Niels Locher: Vzorek (rozhlasová hra); Peter Göbbels: Pozdní odpoledne; Vilém Hejl: Zlatý drak (rozhlasová detektivka); Tone Brulin: Psi (detektivka).
- 1965 – Wolfgang Ecke: Pán v šedých kalhotách (detektivní hra.); Slavomír Ravik: Potopené poklady; Pavel Hejcman: Příběh všedního dne.
- 1967 – G. K. Saunders: Pohlazení slunce; Jaroslav Klíma: O furiantech z Cerhonic a okolí.
- 1970 – Alain Franck: Úplná pravda.
- 1971 – Miloslav Stingl: Ollanta (kečuánské drama z doby Inků.)
- 1972 – Jökull Jakobson: Zlatá svatba.
- 1990 – Jaroslav Hojdar: Otto a Ilsa; Ondřej Kolář: Šamonická rebelie; František Mareš: Jakýsi kacíř z Čech (dokumentární koláž o mistru Janu Husovi); Jaroslav Klíma: Návrat domů; Frederick Forsyth: Pastýř.
- 1991 – Thomas Mann: Vyměněné hlavy; Josef Bouček: Případ Auffenberg; Zdena Kolářová: Zlomená pečeť; Otakar Bílek, Jaroslav Klíma: Jeden den pěšákem.
- 1992 – Zdeňka Psůtková: Precedens; Norbert Frýd: Krabice živých.
- 1993 – František Pavlíček: Ještě nejednou se vrátíme (zamyšlení s verši Antonína Sovy, Josefa Hory, s prózou Františka Halase a s hudbou Josefa Suka); Jan Schneider: Pastýřův přítel; Josef Kopta: Modrá lilie; Agatha Christie: Záhada španělského šálu, Svědkyně obžaloby.
- 1994 - Karel Jaromír Erben: Štědrý den, melodram Zdeňka Fibicha.
- 1995 - Zděněk Hedvábný: Kaladý Alfréda Radoka; Vladimír Hulpach: Když ještě strakonické dudy pískaly všudy.
- 2005 - Miguel de Cervantes y Saavedra: Jeskyně v Salamance.

### Poezie v rozhlase
- 1959 - Francesco Petrarca: Láskou se dávám vést....
- 1962 - Sto tváří lásky (z poezie středověkých minnesengrů).
- 1965 - Stanislav Kostka Neumann:  Píseň ke chvále ryb.
- 1967 - Jaroslav Seifert: Prsten Třeboňské Madoně.
- 1972 - Jaroslav Seifert: Řetěz.
- 1991 - Jan Scheider: Cestou na Šumavskou půlnoční.
- 1993 - František Halas: Nad obrazy s básníkem.

## Hodnocení v tisku
Českobudějovickým rozhlasovým premiérám věnovaly pozornost celostátní deníky i odborné časopisy. K Mussetovu Se srdcem divno hrát (1957) uvedlo Svobodné slovo, že „mladý budějovický režisér O. Bílek znovu prokázal svůj nesporný talent. Velmi citlivě vedl herce, kteří vesměs vytěžili ze svých textů všechnu básnickou krásu i myšlenkový obsah a zřetelně vyjádřili i kritický dosah Mussetovy tragedie mladé lásky proti scholastické výchově...“ S ohlasem se setkala maďarská hra Tři přání G. Sóse (1960), v níž režisér pochopil, že „poetičnost hry není v lyrizaci intimních scén, náladových obrázcích nebo sentimentalitě citových projevů, ale v základním motivu hry“.[zdroj?] U polské hry Pasažérka z kabiny 45 Zofie Posmysz (1962) je vyzvednuta „zajímavá rozhlasová forma, která zvýrazňuje rytmizovanou, v dynamickém tempu vedenou relaci“.[zdroj?] K Pohlazení slunce G. K. Saunderse (1967) napsal recenzent M. Zbavitel: „Zásluhu o vyrovnanou inscenaci této rozhlasové hry má režisér O. Bílek – znamenitě, typicky rozhlasovým způsobem zvládl výjev přepadení: téměř beze slov, výrazným, přesně voleným zvukem se mu podařilo vyvolat před divákovým vnitřním zrakem vidění základní a nejdramatičtější scény hry.“[zdroj?]